# Liste von Herrschaften in der Niederlausitz
Die Liste von Herrschaften in der Niederlausitz enthält Herrschaftsgebiete in der Niederlausitz vom Mittelalter bis zur Neuzeit.
Die Niederlausitz war in zahlreiche kleine Herrschaften gegliedert, die teilweise bis 1945 fortbestanden.

## Geschichte
Spätestens seit dem 13. Jahrhundert gab es Herrschaften in der Niederlausitz, die besondere Rechte wie das Lehnsrecht und eine eigene Gerichtsbarkeit ausübten. Diese waren zuerst Cottbus, Sorau und Storkow.
In den folgenden Jahrhunderten kamen weitere Herrschaften hinzu. Seit dem 15. Jahrhundert waren diese als eigener Stand, der Herrenkurie, im Landtag vertreten. 1449 wurden als Herrschaften genannt: Forst, Sorau, Spremberg, Sonnewalde, Straupitz, Lieberose, Cottbus, Schenkendorf, Teupitz und Zossen.
Einige wurden in der Folgezeit von den Landesherren erworben und verloren ihren besonderen Status oder gelangten unter brandenburgische Lehnshoheit (Storkow, Zossen, Teupitz).
Seit 1669 galten als Herrschaften im Niederlausitzer Landtag: Neuzelle, Dobrilugk, Friedland und Schenkendorf, sowie Forst-Pförten, Sorau, Spremberg, Leuthen, Sonnewalde, Drehna, Straupitz, Lieberose, Lübbenau und Amtitz. Diese Einteilung galt bis in das 19. Jahrhundert.
Nach dem Übergang der Niederlausitz an das Königreich Preußen 1815 verloren die Standesherrschaften allmählich ihre herausgehobenen Status und Rechte, vor allem die  eigene Gerichtsbarkeit an die kommunalen Ämter. Gleichwohl blieben traditionelle Strukturen teilweise bis 1945 bestehen.

## Herrschaften
Als Herrschaften in der Niederlausitz bestanden
Geistliche oder ehemalige geistliche Herrschaften
- Herrschaft Dobrilugk
- Herrschaft Friedland
- Stiftsherrschaft Neuzelle
- Herrschaft Schenkendorf

Weitere Herrschaften
- Herrschaft Amtitz
- Herrschaft Baruth
- Herrschaft Beeskow
- Herrschaft Cottbus
- Herrschaft Finsterwalde
- Herrschaft Forst
- Herrschaft Golßen
- Herrschaft Drehna
- Herrschaft Leuthen
- Herrschaft Lieberose
- Herrschaft Lübbenau
- Herrschaft Pförten
- Herrschaft Reichwalde
- Herrschaft Senftenberg
- Herrschaft Sonnewalde
- Herrschaft Spremberg
- Herrschaft Sorau
- Herrschaft Storkow
- Herrschaft Straupitz
- Herrschaft Teupitz
- Herrschaft Triebel
- Herrschaft Vetschau
- Herrschaft Zauche
- Herrschaft Zossen

Einige weitere Grundbesitze bezeichneten sich ebenfalls als Herrschaften, übten aber keine besonderen eigenen Rechte aus und wurden von den Niederlausitzer Verwaltungen und Landtagen nicht als solche anerkannt.
Die Städte Calau, Guben, Lübben und Luckau bildeten nie eigene Herrschaften und blieben immer landesunmittelbar.